# Eilema uniola
Espèce
Le Manteau concolore (Eilema uniola) est une espèce de lépidoptères (papillons) de la famille des Erebidae et de la sous-famille des Arctiinae.

## Distribution
Distribution limitée au Maghreb[réf. souhaitée] et à l'Espagne. Rare et localisé dans le Sud de la France, absent de Corse.

## Habitat
Garrigues, endroits chauds et secs.

## Biologie
Univoltin, l'imago vole de juillet à septembre. La chenille se nourrit de divers lichens pariétaux.